# قلنسوي أمازوني
قلنسوي أمازوني (الاسم العلمي: Mycena amazonica) هو نوع من الفطريات يتبع جنس القلنسوي من الفصيلة القلنسوية.